# 멜린다 킨나만

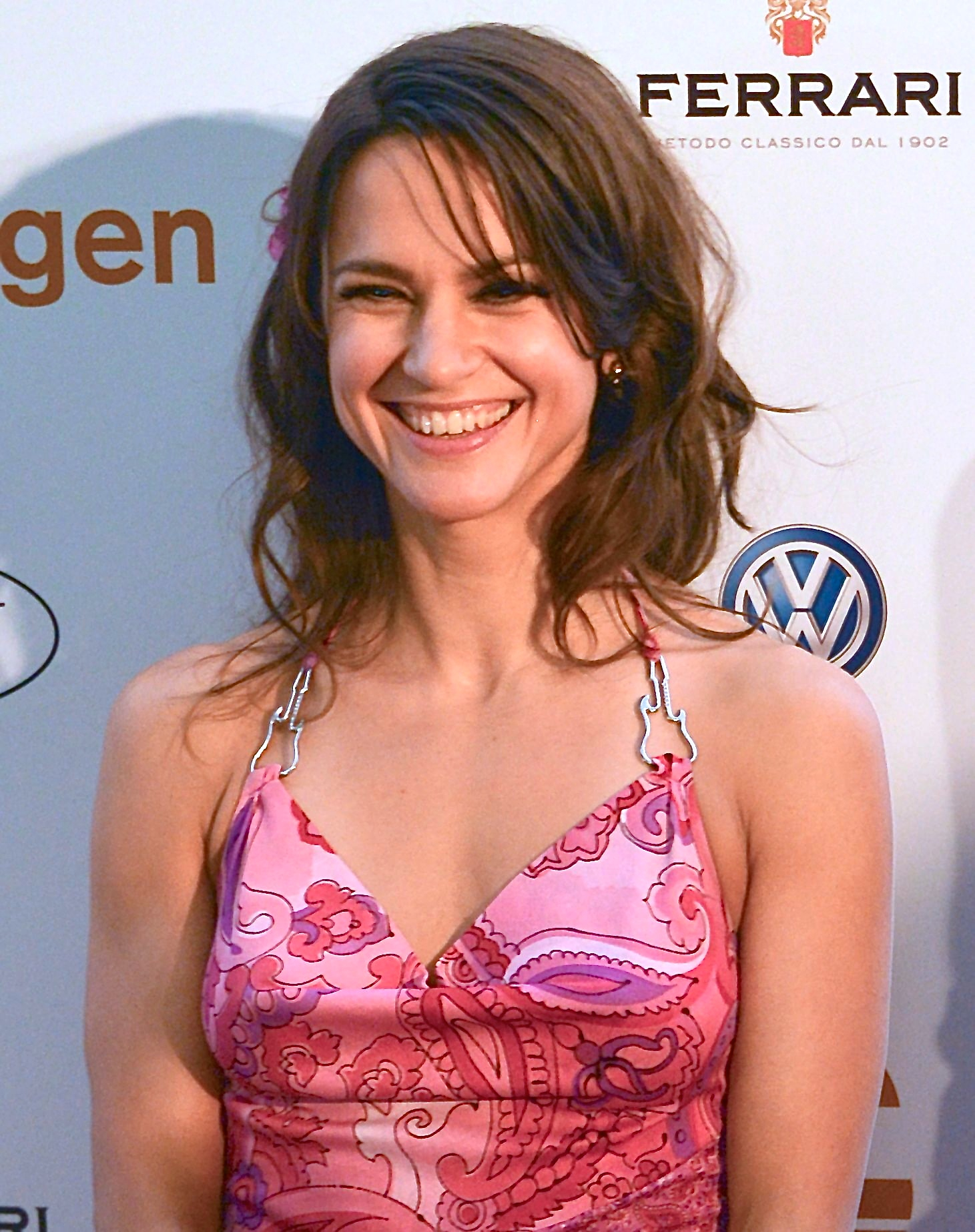

멜린다 킨나만(Melinda Kinnaman, 1971년 11월 9일 ~ )은 미국의 배우, 영화배우이다.
스톡홀름에서 태어났다.

## 영화
- 고든과 파디 (2017년)
- 정프루파드 (2012년)
- 스트링 (2004년)
- 지옥 같은 우리 집 (2002년)
- 개 같은 내 인생 (1985년) - 사가 역